# Ленинский административный округ (Омск)
Ленинский округ — внутригородская территория (административно-территориальная единица) города Омска. Расположен в южной части города, по площади — самый крупный в городе. На территории округа находится один из старейших в Сибири вокзалов — железнодорожный вокзал «Омск-Пассажирский», а также «Омск-Пригородный», телевизионный завод, речной порт, большое количество промышленных комплексов. На февраль 2016 года уровень загрязнения воздуха в округе был низким.
Также в Ленинском округе расположен 242-й учебный центр ВДВ (посёлок Светлый).

## История
Началу округу положил Атаманский хутор основанный в 1896 году в составе Омского уезда Акмолинской области Постановлением присутствия Войскового хозяйственного правления от 18 апреля 1896 года «О разрешении обществу Омского городского поселения образовать новый хутор близ вокзала железной дороги».
С 3 января 1920 года по 25 мая 1925 года входил в состав Омского уезда Омской губернии.
21 мая 1925 года административная комиссия при Президиуме ВЦИК, присвоила городу Ленинску наименование Ленинск-Омский.
В 1925—1929 годах Ленинск-Омский был центром Ново-Атамановского сельского совета Ачаирского района Сибирского края.
С 25 мая 1925 года до 30 июля 1930 года в составе Омского округа Сибирского края.
С 30 июля 1930 года до 14 августа 1930 года в составе Западно-Сибирского края.
Постановлением Президиума Западно-Сибирского крайисполкома от 14 августа 1930 года город Ленинск-Омский входит в состав города Омска с образованием Горного района. После чего район был переименован в Ленинский.
21 января 1936 года часть Ленинского района передана в образованный Куйбышевский район.
21 мая 1997 года Решением Омского горсовета № 334 Ленинский район был преобразован в административный округ.
Ленинский округ является одним из старейших в городе, 19 мая 2009 года он отметил 110-летие. Атаманский хутор, как первоначально называли округ, сначала был крупным поселением Сибирского казачьего войска, а затем получил статус города, который назывался Ленинск-Омский. Именно ему Омск обязан своим бурным развитием в начале прошлого века.
История округа тесно переплетается с историей его промышленных и транспортных предприятий. Невозможно представить себе Ленинский округ без железной дороги, одного из старейших в Сибири вокзала, речного порта. По сути — это гостеприимно открытые ворота города, через которые ежедневно проходят тысячи людей, тысячи тонн грузов. Первые телевизоры начали делать именно в Ленинском районе, отсюда пошел первый омский трамвай.

## Население
| 2002    | 2009     | 2010     | 2013     | 2019     | 2021     |
| ------- | -------- | -------- | -------- | -------- | -------- |
| 195 025 | ↗201 958 | ↘200 368 | ↘200 200 | ↗204 000 | ↗204 001 |

## Главные улицы и микрорайоны
- Иртышская набережная
- Улица Серова
- Улица Воровского
- Улица Труда
- Улица Лобкова
- пр. Карла Маркса
- Сибирский проспект
- улица Демьяна Бедного
- улица Гуртьева
- Санитарная улица
- улица Иванова
- посёлок Порт-Артур
- посёлок Привокзальный
- посёлок Светлый
- посёлок Булатово
- посёлок Московка
- микрорайон Входной
- посёлок Телевизионка(Сахалин)

## Промышленность округа
В ленинском административном округе находится Омский завод транспортного машиностроения (бывший завод им. Октябрьской революции), ОмПО «Иртыш»
(телевизионный завод), ТЭЦ 2, а также локомотивное депо «Московка».

## Учреждения культуры и искусства
В ленинском административном округе находится киноцентр «ГАЛАКТИКА», состоящий из пяти кинозалов, ДК «Железнодорожник», а также КДЦ имени Свердлова и ДК имени Красной Гвардии

## Учреждения образования
В ленинском административном округе находится
Омский многопрофильный техникум, Омский колледж транспортного строительства (ОКТС)
Омский техникум железнодорожного транспортного (ОТЖТ)
Сибирский профессионально-педагогический колледж (СППК)

## Медицинские учреждения
- Поликлиника № 6 (детская)
- Поликлиника № 9 (взрослая)
- Железнодорожная больница
- Травмпункт Ленинского округа
- Поликлиника № 3 (детская и взрослая)
- Поликлиника № 10 (детская и взрослая)
- МСЧ № 4
- Родильный дом № 5